# Cordes Lakes
Cordes Lakes est une census-designated place (CDP) située dans le comté de Yavapai dans l'État de l'Arizona aux États-Unis. La population y était de 2 058 habitants lors du recensement de 2000. Cordes Junction fait partie de la CDP de Cordes Lake.

## Annexe